# Oleh Ljasjko
Oleh Ljasjko, född 3 december 1972 i Tjernihiv, Ukrainska SSR, Sovjetunionen, är en ukrainsk politiker och var kandidat i presidentvalet 2014 för partiet Radikala partiet.